# Pietro Andrea Ziani
Pietro Andrea Ziani (Venezia, 21 dicembre 1616 – Napoli, 12 febbraio 1684) è stato un compositore e organista italiano, zio del compositore Marc'Antonio Ziani.

## Biografia

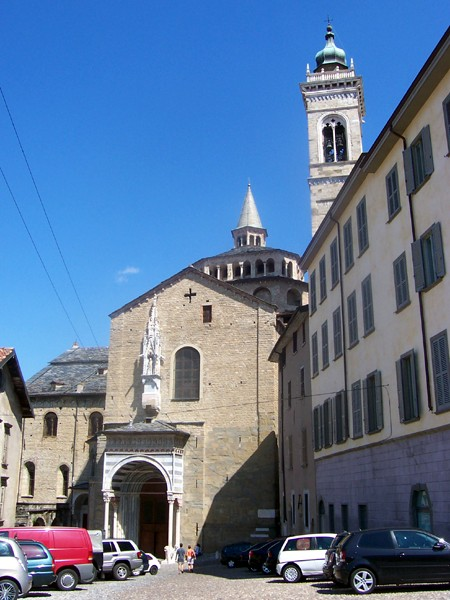
Bergamo - Basilica di S. Maria Maggiore (facciata meridionale)

Sulla gioventù e di Ziani e sui suoi studi non si conosce nulla. La sua prima attività musicale a noi nota è quella di organista presso la Chiesa di San Salvatore di Venezia, presso il quale il 19 marzo 1639 diventò diacono e poco dopo, il 22 dicembre 1640, fu ordinato sacerdote. Sempre al 1640 risale il suo primo lavoro sopravvissuto, l'op. 2, ossia una raccolta di 24 mottetti. 
Nel carnevale del 1654 debuttò come compositore d'opere con La guerriera spartana al Teatro Sant'Apollinare di Venezia. Dal 15 maggio 1657 al 21 giugno 1659 fu maestro di cappella della Basilica di Santa Maria Maggiore di Bergamo, succedendo a Maurizio Cazzati. 
Dal 1660 iniziò il suo legame con gli Asburgo: in quell'anno dedicò la sua op.6 all'arciduca Ferdinando Carlo del Tirolo, nel 1662 fu a Innsbruck e nel 1663 diventò vice-maestro di cappella presso la corte asburgica a Vienna. 
Tra il dicembre del 1666 e il gennaio 1667 fu a Dresda a rappresentare alcuni suoi lavori teatrali e sacri per la celebrazione del matrimonio tra l'elettore di Sassonia Giovanni Giorgio III e la principessa Anna Sofia di Danimarca. 
Il 20 gennaio 1669 fu nominato primo organista, succedendo a Francesco Cavalli, della Basilica di San Marco di Venezia e agli inizi del 1676, con la morte di Cavalli, cercò inutilmente di diventarvi direttore della cappella, carica alla quale egli ambiva molto. Fu probabilmente questa delusione che nel 1677 lo portò a Napoli, città nella quale era già stato quattro anni prima e dove mise in scena diverse sue opere. 
La buona reputazione che qui riscosse fece sì che gli venne offertò un posto d'insegnante al Conservatorio di Sant'Onofrio a Porta Capuana, la carica di organista onorario di corte e nel 1680 il posto di maestro della Cappella Reale. Questa prestigiosa posizione gli diede l'opportunità di far rivivere nel palcoscenico i suoi vecchi drammi, che già aveva rappresentato in passato a Venezia e a Vienna.

### Considerazioni sull'artista
Ziani appartiene a quei compositori veneziani, che portarono l'opera al di là delle alpi e soprattutto a Vienna. Nei suoi primi lavori teatrali egli segue in genere la linea di Monteverdi-Cavalli, mentre in quelli successivi adottano lo stile più marcato di Antonio Cesti. I libretti che usa presentano elementi sia seri che buffi e raramente adottano soggetti eroici o storici, i quali inizieranno ad essere più diffusi sul finir del secolo.
Gli oratori di Ziani presentano caratteristiche simili alle opere dello stesso, ma in questi si denota maggior enfasi all'ampiezza degli elementi musicali, come l'uso del contrappunto.
Le sue sonate da chiesa si avvicinano a quelle di Giovanni Legrenzi e Massimiliano Neri. Esse sono a tre o quattro movimenti, si aprono con una fuga e si chiudono con una giga fugata.
Elevata importanza ha la corrispondenza che tenne Ziani con l'amico Marco Faustini, impresario veneziano, la quale documenta il complesso processo di preparazione di un'opera negli anni 1665-6. In queste lettere veniva messa in risalto soprattutto la velocità in cui questi lavori teatrali venivano composti: per esempio, Ziani dichiarò di aver musicato l'Annibale in Capua in soli cinque giorni.

## Composizioni

### Drammi per musica
- La guerriera spartana (di Bartolomeo Castoreo, 1654, Teatro Sant'Apollinare di Venezia)
- Eupatria (di Giovanni Faustini, 1655, Teatro Sant'Apollinare di Venezia)
- Le fortune di Rodope e Damira (di Aurelio Aureli, 1657, Teatro Sant'Apollinare di Venezia)
- L'incostanza trionfante overo il Theseo (di Francesco Maria Piccioli, dopo Plutarco, 1658, Teatro San Cassiano di Venezia)
- Antigona delusa da Alceste (di Aurelio Aureli, 1660, Teatro Santi Giovanni e Paolo di Venezia)
- Annibale in Capua (di Nicolò Beregan, 1661, Teatro Santi Giovanni e Paolo di Venezia)
- Gli scherzi di Fortuna subordinato al Pirro (di Aurelio Aureli, 1662, Teatro Santi Giovanni e Paolo di Venezia)
- Le fatiche d'Ercole per Deianira (di Aurelio Aureli, 1662, Teatro Santi Giovanni e Paolo di Venezia)
- L'amor guerriero (di Cristoforo Ivanovich, 1663, Teatro Santi Giovanni e Paolo di Venezia)
- La ricreazione burlesca (1663, Vienna)
- Circe (di Cristoforo Ivanovich, 1665, Vienna)
- Cloridea (di Antonio Draghi, 1665, Vienna)
- Doriclea (di Giovanni Faustini, 1666, Venezia)
- L'onore trionfante (di Domenico Federici, 1666, Vienna)
- Alcide (di Giovanni Faustini, 1667, Teatro Santi Giovanni e Paolo di Venezia)
- Semiramide (di Matteo Noris, dopo Giovanni Andrea Moniglia, 1670, Teatro Santi Giovanni e Paolo di Venezia)
- Ippolita reina delle amazzoni (di Carlo Maria Maggi, 1670, Milano; composto in collaborazione con Lodovico Busca, Atto Primo e Pietro Simone Agostini, Atto Secondo)
- Heraclio (di Nicolò Beregan, 1671, Teatro Santi Giovanni e Paolo di Venezia)
- Attila (di Matteo Noris, 1672, Teatro Santi Giovanni e Paolo di Venezia)
- Marcello in Siracusa (di Giovanni Cincinelli, 1673, Teatro San Bartolomeo di Napoli)
- Chi tal nasce tal vive overo l'Alessandro Bala (di Andrea Perrucci, 1678, Napoli)
- Candaule (di Adriano Morselli, 1679, Venezia)
- Enea in Cartagine (di Michel Angelo Catania, 1680, Palermo)
- L'innocenza risorta overo Etio (di Adriano Morselli, 1683, Venezia)

### Altri generi teatrali
- Oronisbe (componimento drammatico di Antonio Draghi, 1663, Vienna)
- La congiura del vizio contro la virtù (scherzo musicale, di Donato Cupeda, 1663, Vienna)
- L'invidia conculcata dalla Virtù, Merito, Valore della S.C. Mta di Leopoldo imperatore (componimento drammatico di Antonio Draghi, 1664, Vienna)
- Elice (introduzione ad un regio balletto di Domenico Federici, 1666, Vienna)
- Galatea (favola pastorale di Antonio Draghi, 1667, Vienna)

### Oratori
- Le lagrime della Vergine nel Sepolcro (di Aurelio Amalteo, 1662, Vienna)
- Santa Caterina (1662, Vienna)
- Oratorio di San Pietro piangente (di Pietro Guadagni, 1664, Vienna)
- Oratorio dell'incredulitа di San Tomaso (1665, Vienna)
- Gli affetti pietosi per il Sepolcro di Cristo (di Domenico Federici, 1666, Vienna)
- L'Assalone punito (di Padre Lepori, 1667, Vienna)
- Lagrime della pietа nel sepolcro di Cristo (1667, Vienna)
- Il cuore umano all'incanto (di Pier Matteo Petrucci, 1681, Napoli)